# 白银路街道
白银路街道，是中华人民共和国甘肃省兰州市城关区下辖的一个乡镇级行政单位。

## 行政区划
白银路街道下辖以下地区：
安定门社区、正宁路社区、甘家巷社区、西北新村社区和徐家巷社区。